# Nebbelunde (parochie)
Nebbelunde is een parochie van de Deense Volkskerk in de Deense gemeente Lolland. De parochie maakt deel uit van het bisdom Lolland-Falster en telt 213 kerkleden op een bevolking van 235 (2004). 
Tot 1970 was de parochie deel van Fuglse Herred. In dat jaar werd de parochie opgenomen in de nieuwe gemeente Rødby. Deze ging in 2007 op in de fusiegemeente Lolland.